# 1418 en arts plastiques
| Années des arts plastiques : 1415 - 1416 - 1417 - 1418 - 1419 - 1420 - 1421    |
| Décennies des arts plastiques : 1380 - 1390 - 1400 - 1410 - 1420 - 1430 - 1440 |

Cette page concerne l'année 1418 en arts plastiques.

## Naissances
- Andrea Bregno, sculpteur et architecte italien († 1506).